# Ceratocephala
Genre
Ceratocephala est un genre de plante à fleur de la famille des Ranunculaceae.

## Liste d'espèces
Selon NCBI (2 mai 2014) :
- Ceratocephala falcata
- Ceratocephala orthoceras
- Ceratocephala pungens

Selon The Plant List (2 mai 2014) :
- Ceratocephala caulifolia Qureshi & Chaudhri
- Ceratocephala falcata (L.) Pers.
- Ceratocephala pungens Garn.-Jones
- Ceratocephala testiculata (Crantz) Roth

Selon Tropicos (2 mai 2014) (Attention liste brute contenant possiblement des synonymes) :
- Ceratocephala caulifolia Qureshi & Chaudhri
- Ceratocephala falcata (L.) Pers.
- Ceratocephala furfurascens Pomel
- Ceratocephala glaberrima Klokov
- Ceratocephala incurvus Steven
- Ceratocephala leiocarpus Steven
- Ceratocephala orthoceras DC.
- Ceratocephala platyceras Steven
- Ceratocephala pungens Garn.-Jones
- Ceratocephala reflexa Steven
- Ceratocephala reflexus Steven
- Ceratocephala spicatus Moench
- Ceratocephala syriacus Steven
- Ceratocephala testiculata (Crantz) Besser

Selon World Register of Marine Species (2 mai 2014) :
- Ceratocephale abyssorum (Hartman & Fauchald, 1971)
- Ceratocephale andaman Hylleberg & Natewathana, 1988
- Ceratocephale aureola Hutchings & Reid, 1990
- Ceratocephale hartmanae Banse, 1977
- Ceratocephale loveni Malmgren, 1867
- Ceratocephale oculata Banse, 1977
- Ceratocephale pacifica (Hartman, 1960)
- Ceratocephale rocaensis Santos & Lana, 2001
- Ceratocephale setosa Hutchings & Reid, 1990
- Ceratocephale wakasaensis Hayashi & Hanaoka, 2000